# Yukio Mimura
Yukio Mimura est une karatéka japonaise surtout connue pour avoir remporté le titre de championne du monde en kata individuel féminin aux championnats du monde de karaté 1988, 1990, 1992 et 1996,.